# Palestro (metropolitana di Milano)
Palestro è una stazione della linea M1 della metropolitana di Milano.

## Storia
La stazione di Palestro fu costruita come parte della prima tratta, da Sesto Marelli a Lotto, della linea M1 della metropolitana di Milano, entrata in servizio il 1º novembre 1964.

## Struttura e impianti
Palestro possiede una struttura comune a quasi tutte le altre stazioni della linea: si tratta di una stazione sotterranea a due binari, uno per ogni senso di marcia, serviti da due banchine laterali; superiormente si trova un mezzanino, contenente i tornelli d'accesso e il gabbiotto dell'agente di stazione. Una peculiarità importante è costituita dalla presenza di un binario tronco a nord-ovest della banchina: secondo il progetto originale della rete metropolitana del 1953, la quarta linea sarebbe stata costruita al di sotto della circonvallazione dei Bastioni; per garantire un collegamento fisico fra le due linee sarebbe stato realizzato un raccordo al di sotto dei giardini pubblici Indro Montanelli che, curvando verso ovest, si sarebbe innestato nella linea 4 all'altezza di via Lecco. Il binario tronco era stato realizzato in vista di questo futuro cantiere: quando fu realizzato il passante ferroviario l'utilità di un raccordo venne meno e ad oggi il binario non serve che a scopi di manutenzione.
Nei pressi dell'impianto è situato il Museo di storia naturale e numerose altre attrazioni poste all'interno dei giardini Indro Montanelli. Poco distante sorgono la Villa Reale e il Padiglione d'arte contemporanea. In pochi minuti si arriva in piazza Cavour, dove è situata l'antica porta.
Dista 528 metri dalla stazione di San Babila e 604 metri da quella di Porta Venezia.

## Servizi
La stazione dispone di:
- Scale mobili
- Emettitrice automatica biglietti
- Stazione videosorvegliata